# Кекелидзе, Зураб Ильич
Зура́б Ильи́ч Кекели́дзе (груз. ზურაბ ილიას ძე კეკელიძე; род. 7 ноября 1949, Тбилиси) — советский и российский психиатр, заслуженный врач Российской Федерации, доктор медицинских наук, профессор, член-корреспондент РАН (2019). Главный внештатный врач-психиатр Министерства здравоохранения РФ, Генеральный директор ФГБУ «Национальный медицинский исследовательский центр психиатрии и наркологии имени В. П. Сербского» Министерства здравоохранения Российской Федерации (с 2014 по 2022).

## Биография
Окончил Первый московский государственный медицинский университет имени И. М. Сеченова. После окончания интернатуры Московской психиатрической больницы имени Алексеева работал там психиатром.
В 1978 году работал во Всесоюзном научно-исследовательском институт общей и судебной психиатрии.
В 1988 году — заместитель директора и затем директор Института психиатрии имени Асатиани в Тбилиси.
С 1993 года — заместитель директора Государственного научного центра социальной и судебной психиатрии им. В. П. Сербского.
С 2010 года — исполняющий обязанности, с 2014 — генеральный директор Национального медицинского исследовательского центра психиатрии и наркологии им. В.П. Сербского (Государственного научного центра социальной и судебной психиатрии им. В. П. Сербского). Также руководит отделом неотложной психиатрии и помощи при чрезвычайных ситуациях.
В 2019 году — избран членом-корреспондентом РАН.
Профессор кафедры социальной и судебной психиатрии и руководитель курса «Психотерапия» на Кафедре нелекарственных методов лечения и клинической физиологии Первого московского государственного медицинского университета имени И. М. Сеченова.
Автор 10 монографий и более 130 научных работ в области психиатрии.
Член специализированного совета ГНЦССП им. В. П. Сербского, член специализированного совета НЦПЗ РАМН, член секции психиатрии ученого совета Министерства здравоохранения РФ, член президиума правления Российского общества психиатров, главный редактор научно-практического издания «Российский психиатрический журнал» и член редакционной коллегии журнала «Психиатрия».

## Награды
- Нагрудный знак «Отличник здравоохранения»
- Заслуженный врач Российской Федерации[1][3].
- Медаль Министерства юстиции Российской Федерации[3]
- Медаль ордена «За заслуги перед Отечеством» II степени[6]
- Орден Почёта (2005)[7]
- Дважды лауреат[1][3][8] Национальной премии "Призвание" — в 2001 году в номинации «За создание нового направления в медицине» с формулировкой "за создание психиатрической реанимации — службы психотерапевтической поддержки людей в экстремальных ситуациях"[9] (по факту — за психологическую реабилитацию экипажа российского самолёта, попавшего в плен к афганским талибам[10]), и в 2011 году в номинации «Специальная премия врачам, участникам боевых действий и ликвидации последствий стихийных бедствий и катастроф»[11] — за создание службы экстренной и неотложной психиатрии для помощи жертвам самых разных катастроф и терактов.[1][3].
- Орден Александра Невского (23 июня 2020) за большой вклад в развитие здравоохранения и многолетнюю добросовестную работу[12]

## Отзывы

### Критические
Доктор медицинских наук, профессор, руководитель отделения острых психосоматических расстройств НИИ скорой помощи им. Склифосовского В. Г. Остроглазов, рассматривая в журнале НПА «Независимый психиатрический журнал» «паранаучно-популярный телефильм „Люди со стертой памятью“», критикует З. И. Кекелидзе, участвовавшего в фильме, следующим образом:

Или «Олег», который забыл, кто он. Помнит только последний отрывок «…какой-то город, вокзал. На нём только окончание названия города — „…инск“». А дальше фантастический бред: что его обезволили, привезли в какую-то операционную, куда вошел хирург в камуфляже, в хирургической маске. «Олега» приковали наручниками к операционному столу. Он сразу понял, что этот в камуфляже — «главный», и что над ним будут производить опасные неизвестные опыты. Но «главный» ему сказал, что все, что с ним сейчас будут делать, его не касается. И начали что-то вводить в организм, сначала будто очищали организм, потом вводили какие-то вещества. И он то ощущал «рези в почках», то сзади в спине «под сердцем какие-то уплотнения». Потом его 2 года удерживали в плену и угрожали убить его родственников, если он удерет. Но он всё-таки сбежал, хотя за ним 4 дня гнались с собаками. Затем ещё 2 года бродяжничал в Новосибирске. И лишь потом, узнав, что в Москве занимаются такими же, себе неизвестными людьми, пешком добрался до столицы и этой больницы.

Кажется, что в этом случае бред очевиден? Но проф. Кекелидзе заявляет, что верит рассказу «Олега», и не просто так верит, а знает по научным признакам, которые позволяют ему отличать рассказы пациентов о действительно происшедшем от всяких там фантазий и выдумок.
Президент независимой Психиатрической Ассоциации Ю. С. Савенко указывает на пример участия З. И. Кекелидзе в политически мотивированой психиатрической экспертизе (случай Косенко) и оправдании практики репрессивной психиатрии.